# Mansuphantes
Mansuphantes Saaristo & Tanasevič, 1996 è un genere di ragni appartenente alla famiglia Linyphiidae.

## Distribuzione
Le tredici specie oggi note di questo genere sono state rinvenute nella regione paleartica: la specie dall'areale più esteso è la M. mansuetus reperita in svariate località dell'intera regione.

## Tassonomia
Per la determinazione delle caratteristiche della specie tipo sono tenute in considerazione le analisi sugli esemplari di Lepthyphantes mansuetus (Thorell, 1875).
Dal 2011 non sono stati esaminati esemplari di questo genere.
A dicembre 2012, si compone di tredici specie:
- Mansuphantes arciger (Kulczyński, 1882) — Europa
- Mansuphantes aridus (Thorell, 1875) — Svizzera, Austria, Italia
- Mansuphantes auruncus (Brignoli, 1979) — Italia
- Mansuphantes fragilis (Thorell, 1875) — Europa
- Mansuphantes gladiola (Simon, 1884) — Francia, Corsica
- Mansuphantes korgei (Saaristo & Tanasevič, 1996) — Turchia
- Mansuphantes mansuetus (Thorell, 1875)[3] — Regione paleartica
- Mansuphantes ovalis (Tanasevič, 1987) — Russia, Georgia, Azerbaigian
- Mansuphantes parmatus (Tanasevič, 1990) — Russia, Azerbaigian
- Mansuphantes pseudoarciger (Wunderlich, 1985) — Francia, Svizzera
- Mansuphantes rectilamellus (Delčev, 1988) — Bulgaria
- Mansuphantes rossii (Caporiacco, 1927) — Austria, Italia
- Mansuphantes simoni (Kulczyński, 1894) — Europa occidentale